# 시스템 모니터

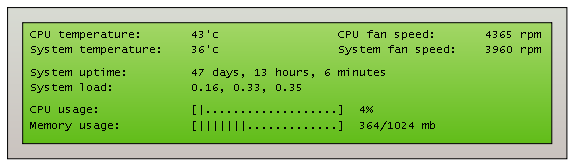
시스템 리소스 사용량을 표시하는 시스템 모니터

시스템 모니터(system monitor)는 컴퓨터 시스템의 시스템 리소스 및 성능을 모니터링하는 데 사용되는 컴퓨터 하드웨어 또는 소프트웨어 구성 요소이다.
시스템 모니터링 도구 사용과 관련된 관리 문제에는 리소스 사용량과 개인 정보 보호가 포함된다. 모니터링은 시스템의 입력 및 출력 값과 이벤트를 모두 추적할 수 있다.

## 개요
소프트웨어 모니터는 더 흔하게 나타나며, 때로는 위젯 엔진의 일부로 제공되기도 한다. 이러한 모니터링 시스템은 CPU 사용량 및 주파수, 또는 사용 가능한 RAM의 양과 같은 시스템 리소스를 추적하는 데 자주 사용된다. 또한 하나 이상의 하드 드라이브에 있는 여유 공간, CPU 및 기타 중요 구성 요소의 온도, 그리고 시스템의 IP 주소 및 현재 업로드/다운로드 속도를 포함한 네트워크 정보를 표시하는 데도 사용된다. 기타 가능한 표시 사항에는 날짜 및 시간, 시스템 업타임, 컴퓨터 이름, 사용자 이름, 하드 드라이브 S.M.A.R.T. 데이터, 팬 속도, 그리고 전원 공급 장치에서 제공되는 전압 등이 포함될 수 있다.
덜 흔한 것은 유사한 정보를 모니터링하는 하드웨어 기반 시스템이다. 일반적으로 이들은 컴퓨터 케이스 전면에 하나 이상의 드라이브 베이를 차지하며, 시스템 하드웨어와 직접 인터페이스하거나 USB를 통해 소프트웨어 데이터 수집 시스템에 연결된다. 어떤 데이터 수집 방식이든, 모니터링 시스템은 작은 LCD 패널이나 일련의 작은 아날로그 또는 LED 숫자 디스플레이에 정보를 표시한다. 일부 하드웨어 기반 시스템 모니터는 팬 속도를 직접 제어할 수도 있어 사용자가 시스템의 냉각을 빠르게 사용자 정의할 수 있다.
일부 최고급 하드웨어 시스템 모니터의 주된 기능은 특정 메인보드 모델과만 인터페이스하는 것이다. 이러한 시스템은 시스템에 내장된 센서를 직접 활용하여, 덜 비싼 모니터링 시스템이 일반적으로 제공하는 것보다 더 상세하고 정확한 정보를 제공한다.

## 소프트웨어 모니터링
소프트웨어 모니터링 도구는 모니터링하는 장치 내에서 작동한다.

## 하드웨어 모니터링
소프트웨어 모니터링 도구와 달리, 하드웨어 측정 도구는 측정 대상 장치 내부에 위치하거나, 외부에 부착되어 외부에서 작동할 수 있다.:p.84
하드웨어 모니터는 현대 메인보드의 일반적인 구성 요소로, 종종 I2C 또는 SMBus를 통해 인터페이스되는 별도의 칩으로 제공되거나, LPC를 통해 인터페이스되는 슈퍼 I/O 솔루션의 일부로 제공될 수 있다. 이러한 장치를 통해 섀시의 온도, 전원 공급 장치가 메인보드에 공급하는 전압, 그리고 메인보드의 팬 헤더 중 하나에 직접 연결된 컴퓨터 팬의 속도를 모니터링할 수 있다. 이러한 하드웨어 모니터 중 다수는 팬 제어 기능도 가지고 있다. Windows의 SpeedFan, Linux의 lm_sensors, NetBSD의 envstat, OpenBSD 및 DragonFly의 sysctl hw.sensors와 같은 시스템 모니터링 소프트웨어는 이러한 칩과 인터페이스하여 이 환경 센서 정보를 사용자에게 전달할 수 있다.

## 개인 정보 보호
개인 사용자가 단일 사용자 시스템의 성능을 측정할 때, 그것이 독립형 박스이든 다중 사용자 시스템의 가상 머신이든, 접근은 다른 사람의 개인 정보 보호를 방해하지 않는다.:p.114 개인 정보 보호는 최종 사용자가 아닌 다른 사람, 예를 들어 시스템 관리자,:p.115가 다른 사용자에 대한 데이터에 합법적으로 접근해야 할 필요가 있을 때 문제가 된다.

## 리소스 사용량
이벤트가 모니터가 기록할 수 있는 속도보다 빠르게 발생할 때, 이벤트 기록을 간단한 카운팅으로 대체하는 것과 같은 해결책이 필요하다.:p.89
또 다른 고려 사항은 유용한 작업에 사용할 수 있는 CPU와 저장 공간에 큰 영향을 미치지 않는 것이다. 하드웨어 모니터는 일반적으로 소프트웨어 모니터보다 영향이 적지만, "프로그램 이름과 같은 일부 설명 정보"와 같은 데이터 항목:p.91은 소프트웨어를 포함해야 한다.
또한 이 영역의 버그는 심각한 영향을 미칠 수 있다는 점도 고려해야 한다. 극단적인 경우에는 "OS가 충돌"하는 원인이 될 수 있다.

## 소프트웨어 모니터 목록
단일 시스템:
- Activity Monitor
- AIDA64
- CPU-Z
- GPU-Z
- Conky
- Htop
- OpenBSD 및 DragonFly BSD의 hw.sensors[7][9]
- iftop
- Iostat
- KDE System Guard (KSysguard)
- lm_sensors[7]
- monit
- Monitorix
- Motherboard Monitor
- Netdata
- nmon
- Ntop
- 프로세스 익스플로러
- 리소스 모니터 (resmon)
- Samurize
- 유닉스의 Sar
- SpeedFan[7]
- NetBSD의 sysmon/envsys[7][9]
- systat
- System Monitor (sysmon)
- top
- Vmstat
- 윈도우 데스크톱 가젯[10][11]
- Windows Task Manager

분산 시스템:
- Argus
- Collectd
- Ganglia
- GKrellM
- HP SiteScope
- Icinga
- monit (유료 버전 M/monit)
- NMIS
- Munin
- Nagios
- NetCrunch
- Opmantek
- Pandora FMS
- 성능 모니터 (perfmon)
- Prometheus (software)
- symon[12]
- Vigilo NMS (Enterprise Editions)
- Zenoss Core

## 같이 보기
- 애플리케이션 성능 관리 (APM)
- Application service management (ASM)
- I2C and SMBus
- 네트워크 모니터링
- 평균 무고장 시간 (MTBF)
- Intelligent Platform Management Interface (IPMI)
- System profiler
- Website monitoring